# Victor Chapman
Pour les articles homonymes, voir Chapman.
Victor Emmanuel Chapman (né le 17 avril 1890 à New York et mort au combat le 23 juin 1916 près de Douaumont) est un aviateur militaire franco-américain.

## Biographie

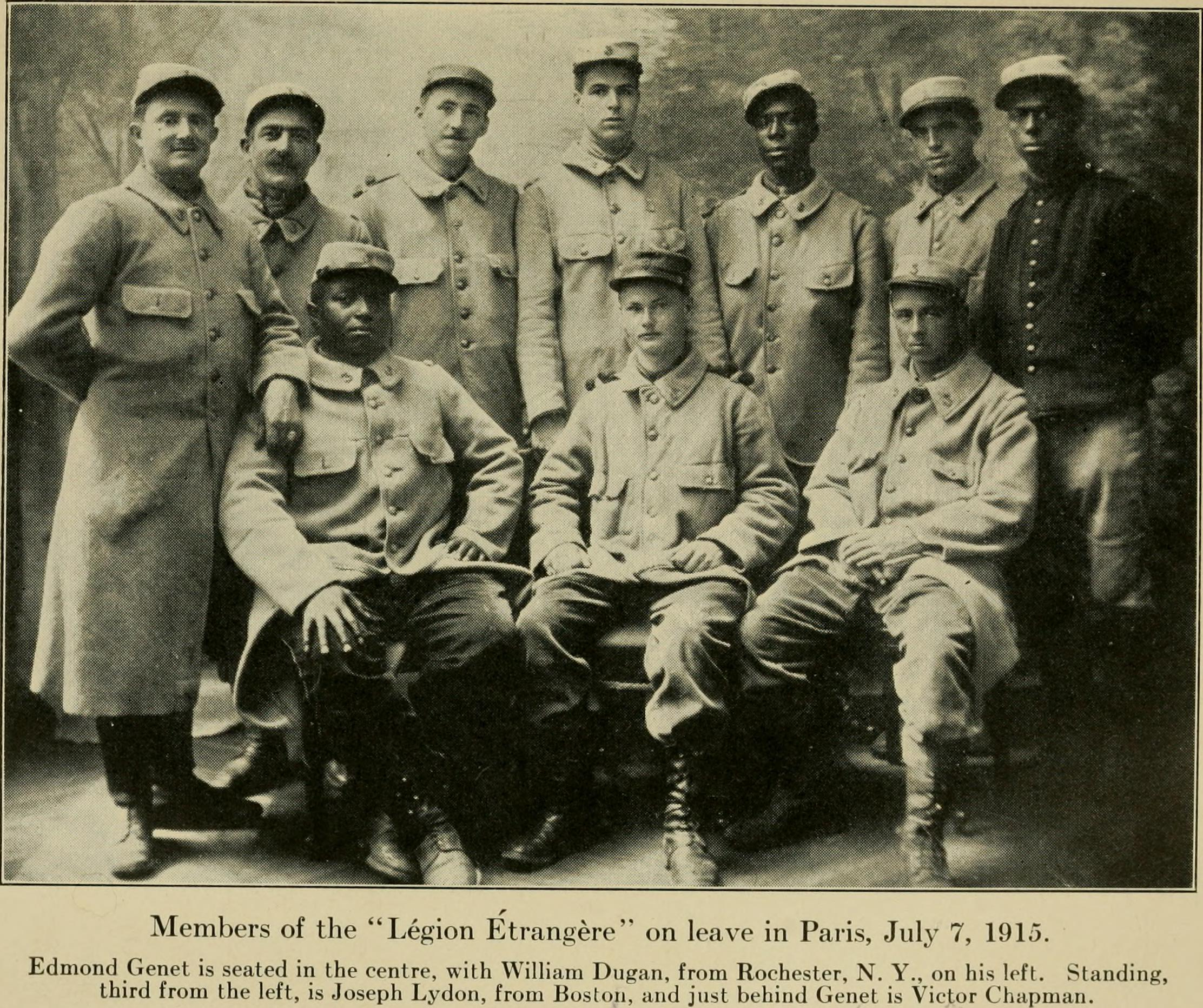
Chapman au centre de la rangée arrière, juste derrière Edmond Genet.

Il est le fils de l'écrivain John Jay Chapman (en). Sa belle-mère est Elizabeth Winthrop Chanler de la famille Astor.
Installé en France, il rejoint la Légion étrangère avant d'être tansféré à l'armée de l'air. Il intègre l'Escadrille La Fayette dont il fait partie des sept premiers pilotes.
Il est le premier aviateur américain à mourir pendant la Première Guerre mondiale — Edmond Genet, avec lequel il était ami, l'est après la déclaration de guerre des États-Unis à l'Allemagne. SOn attaquant serait Kurt Wintgens. Il avait été abattu quelques jours plus tôt par Walter Höhndorf, sans toutefois trouver la mort.
Il repose au Cimetière américain de Romagne-sous-Montfaucon.

## Postérité
En sa mémoire, le compositeur Charles Martin Loeffler, ami du père de Chapman, compose son quatuor Music for Four Stringed Instruments. Un cénotaphe en son honneur est érigé dans le cimetière épiscopal de St. Matthew, à Bedford.

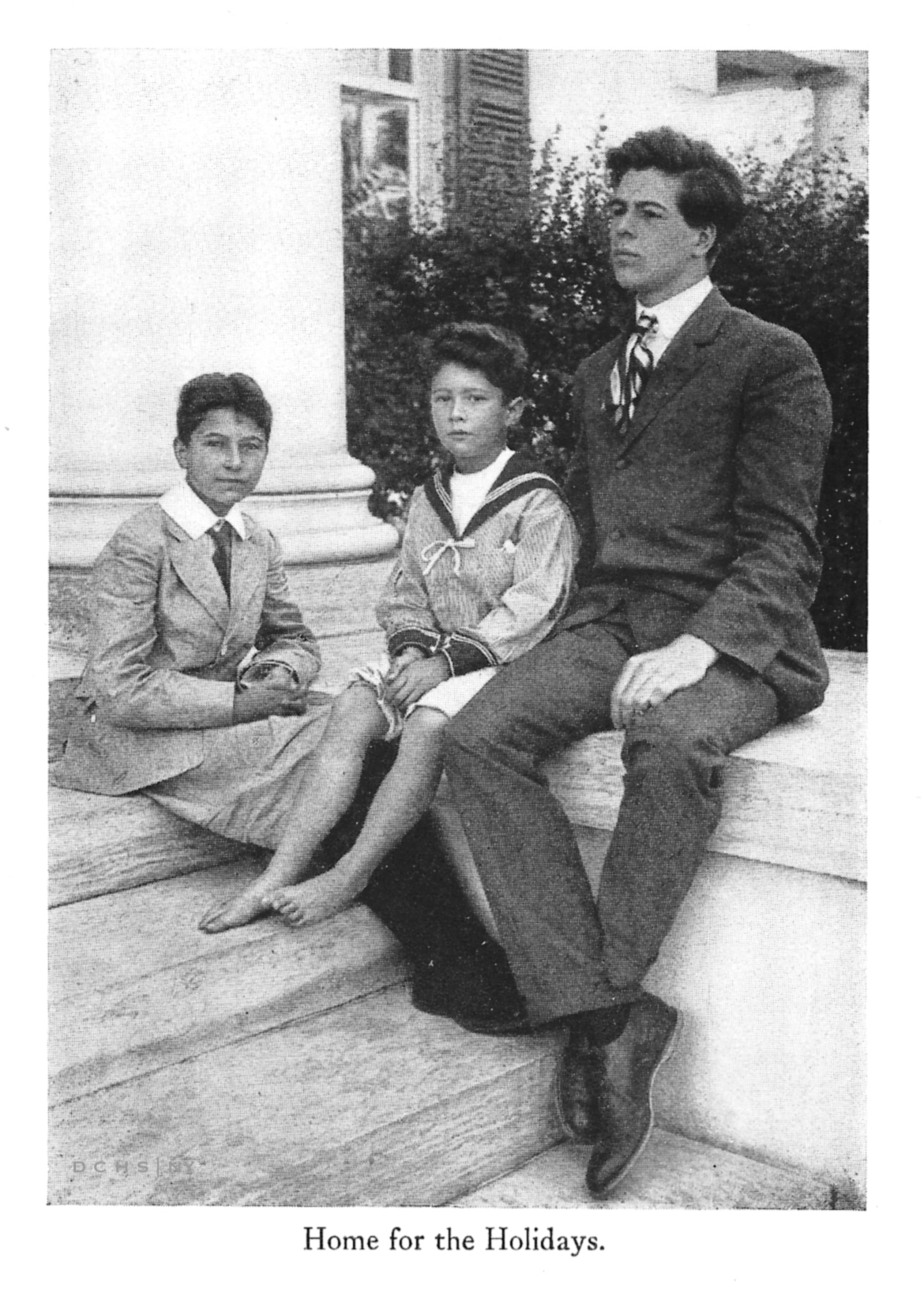
Chapman avec ses deux frères.
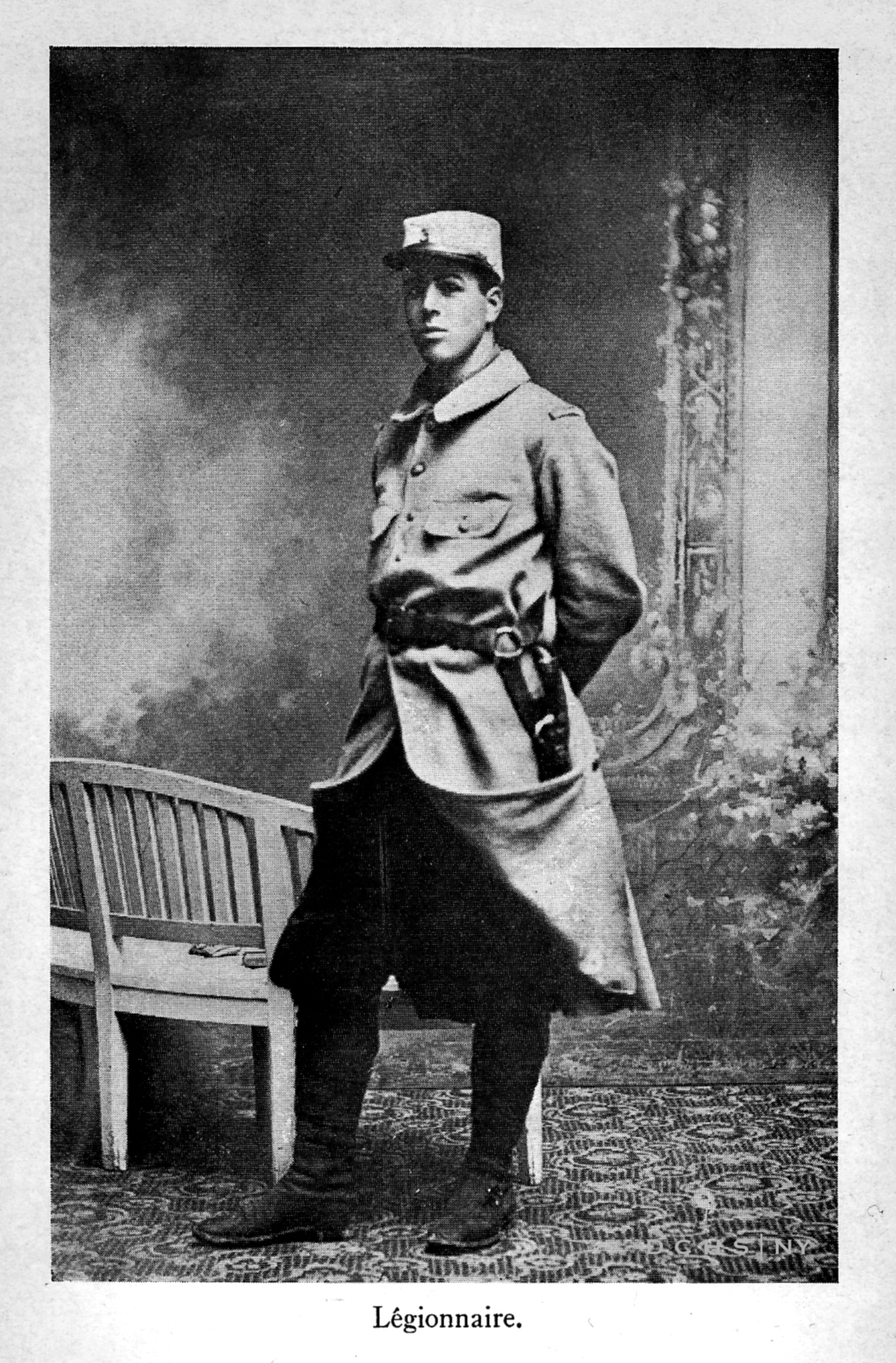
Chapman en uniforme de la Légion étrangère.
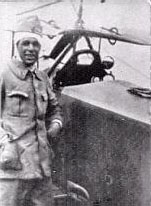
1916.